# Alvaro Calero
Alvaro Calero Ramon, né le 6 janvier 1991, est un gymnaste colombien.

## Palmarès

### Championnats d'Amérique du Sud
- Bogotá 2015
  -  Médaille d'or en trampoline individuel
  -  Médaille de bronze en trampoline par équipes
- Bogotá 2016
  -  Médaille d'or en trampoline synchronisé
- Paipa 2017
  -  Médaille d'or en trampoline individuel
- Cochabamba 2018
  -  Médaille de bronze en trampoline individuel
- Paipa 2019
  -  Médaille d'argent en trampoline par équipes
  -  Médaille d'argent en trampoline synchronisé

### Jeux sud-américains
- Cochabamba 2018
  -  Médaille d'or du concours général par équipes (gymnastique artistique)

### Jeux bolivariens
- Santa Marta 2017
  -  Médaille d'or en trampoline synchronisé

## Famille
Il est le mari de la trampoliniste Katish Hernández.